# Lennart Svedfelt
Lars Lennart Svedfelt, artistnamn Svedino, född 24 oktober 1924  i Hedvig Eleonora församling, Stockholm, död 8 augusti 1993 i Slöinge, Eftra församling, Falkenbergs kommun, svensk illusionist och bilsamlare. Han grundade Svedinos Bil- och Flygmuseum 1961.
Svedfelt hade ett stort intresse för flyg och grundade 1942 en modellflygplansfirma med affär på S:t Eriksgatan. Han inledde även en karriär som trollkarl sedan han för en fest införskaffat en trollerilåda. Det var också då som han antog artistnamnet Svedino. Han inledde sitt samlande av bilar med en T-Ford som köptes 1949.